# Protesta contra SOPA y PIPA

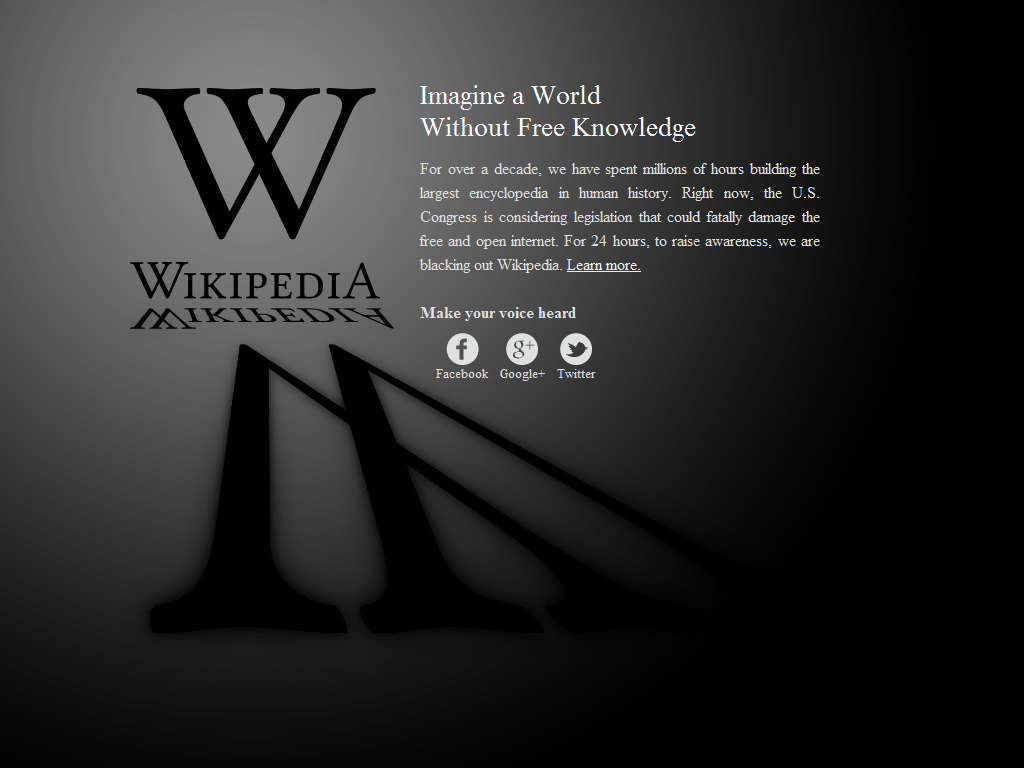
Diseño final para la portada de Wikipedia en inglés durante el apagón. En el título se lee: «Imagina un mundo sin conocimiento libre».

El apagón de Wikipedia en inglés fue una medida de protesta en rechazo a las propuestas de ley estadounidenses SOPA y PIPA llevada a cabo el día 18 de enero de 2012. Consistió en un bloqueo autoimpuesto impidiendo ingresar al contenido del sitio, y mostrando en cambio una pantalla negra donde se leía «Internet debe seguir siendo libre», ejemplificando que es lo que puede suceder con la censura en internet. A pesar de que fue llamada «apagón», los servidores de Wikipedia no dejaron de funcionar, y el contenido siguió estando disponible si se utilizaba algún mecanismo para saltar el bloqueo. La medida comenzó a las 05:00 horas UTC y terminó a la misma hora del día jueves 19 de enero de 2012. Es el primer «corte» que registra Wikipedia tras casi once años ininterrumpidos de servicio en la web.
El apagón de Wikipedia formó parte de una serie de protestas protagonizadas por varios sitios web con diferente grado de adhesión. Otros sitios que decidieron dar de baja sus servicios por un día fueron por ejemplo WordPress y Cuevana, mientras que otros como Google y la Fundación Mozilla optaron por incluir en sus páginas avisos de protesta con enlaces donde se podía conseguir más información y contactos de los representantes legislativos. Google por ejemplo puso en su página de Estados Unidos un doodle cubierto por una placa oscura y una leyenda que decía: «por favor no censuren la web».

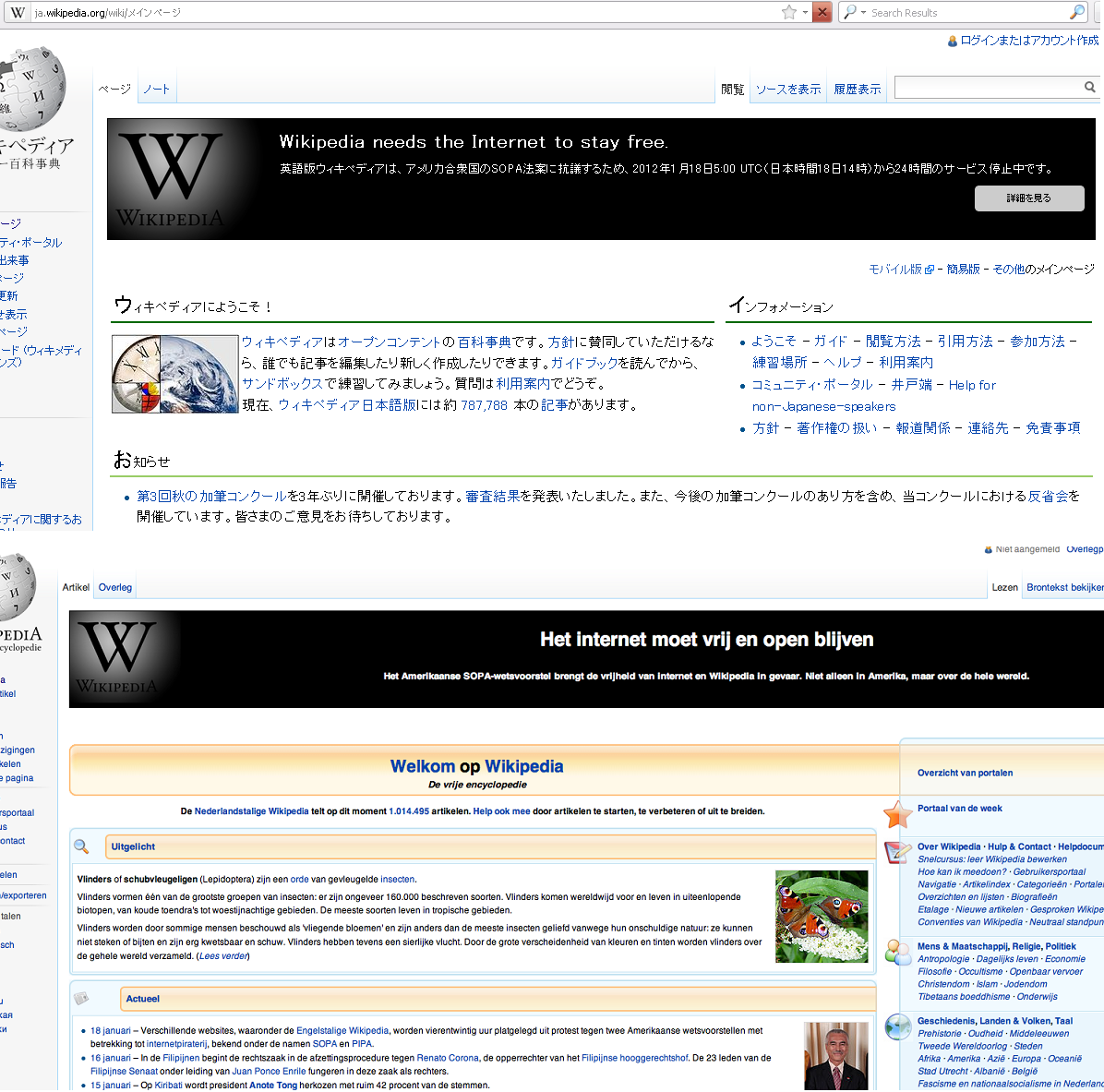
Carteles de aviso de "No a la ley SOPA" en las portadas de Wikipedia japonesa y holandesa

Otras Wikipedias, como la Wikipedia en alemán, y la Wikipedia en italiano pusieron sendos carteles en sus portadas como rechazo a la ley, al igual que la edición en español y la edición en japonés.

## Historia

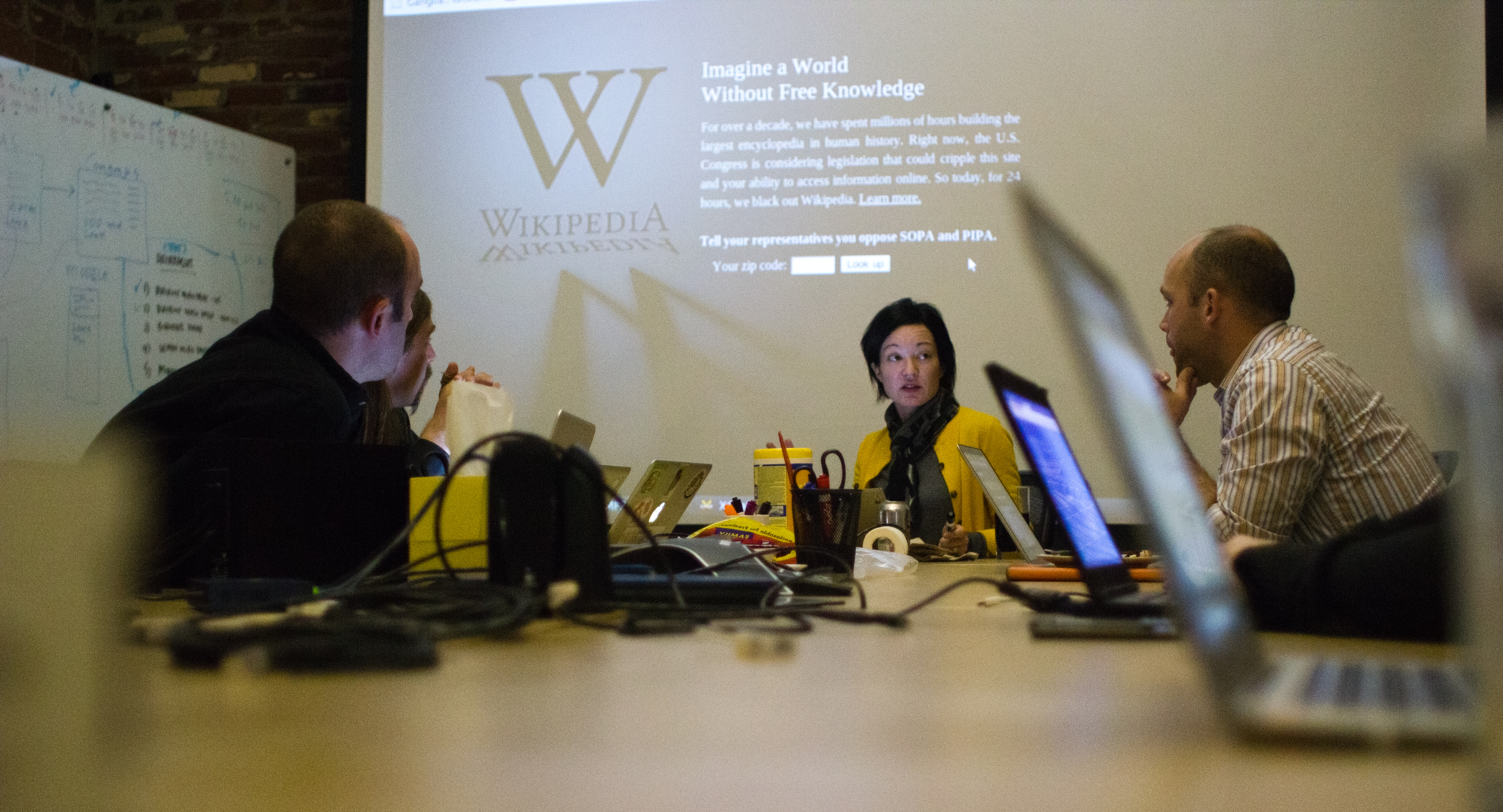
Sue Gardner en una reunión de la fundación Wikimedia, discutiendo sobre el apagón de la Wikipedia en inglés durante la noche del 17 de enero.

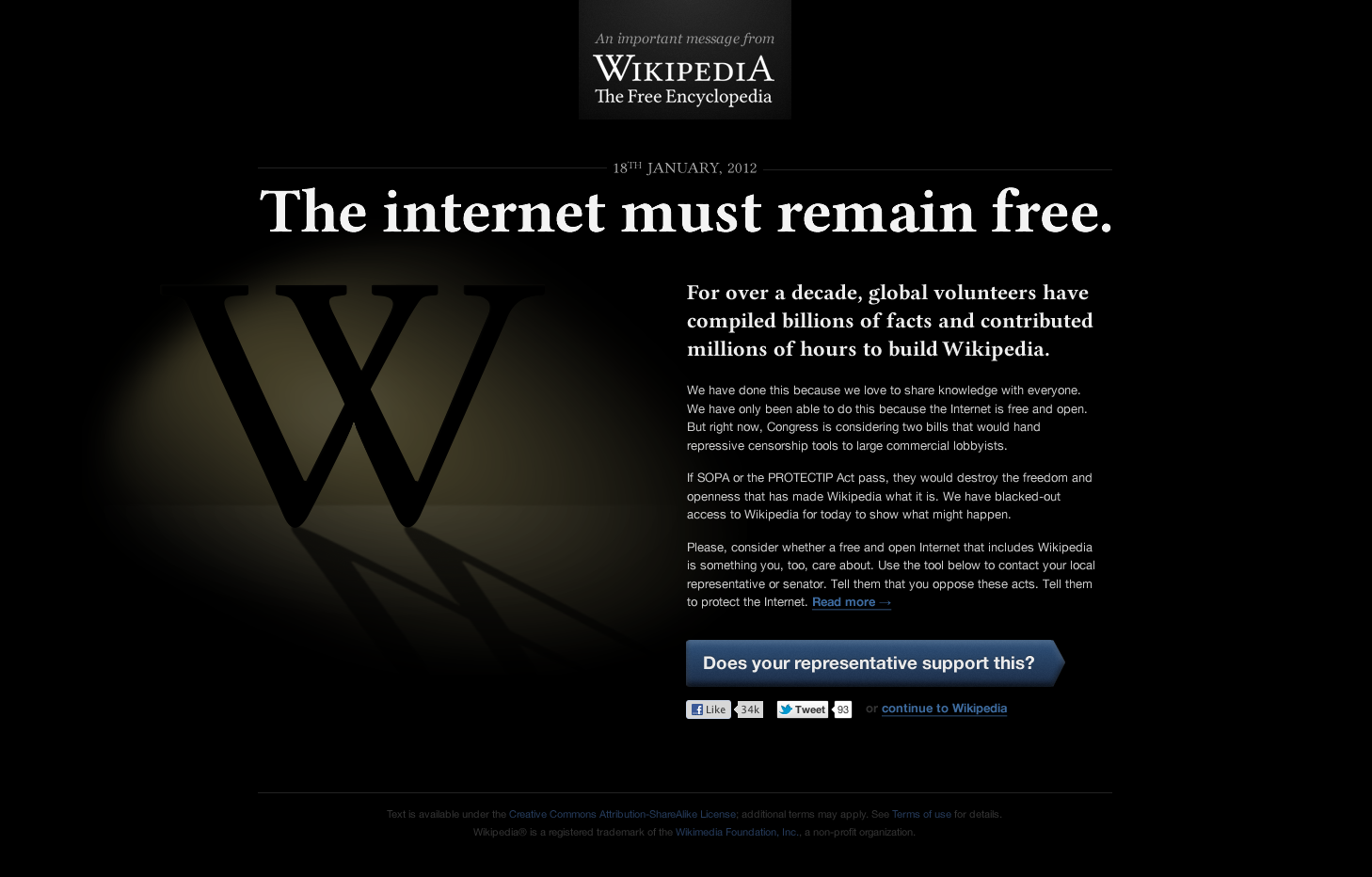
Posible diseño para la portada de
Wikipedia en inglés durante el apagón. En letras grandes se lee: «Internet debe seguir siendo libre».

Los proyectos de ley SOPA y PIPA fueron introducidos en la Cámara de Representantes de los Estados Unidos y en el Senado de los Estados Unidos respectivamente en los últimos meses del 2011.
En diciembre de 2011, el proyecto SOPA fue llevado al Comité Judicial de la Cámara de Representantes para comenzar el proceso de reglamentación, previo a ser introducido a la Cámara para su votación. Durante este tiempo muchos sitios web comenzaron a mostrar banners y mensajes instando a sus visitantes a contactar con el Congreso para detener el progreso de la ley, diciendo que esos sitios podrían ser apagados, si el proyecto se convertía en ley. Durante la sesión de reglamentación, en la cual varias de las preocupaciones de las compañías de tecnología fueron desestimadas, en algún momento terminó en un acuerdo para entrar en receso hasta final de año, y luego reiniciar las tratativas cuando el Congreso volviera a sesionar. Ese mismo día, varios sitios web comenzaron a proponer la idea de un «Apagón de Internet» a efectuarse antes de que el proyecto SOPA fuera votado en la cámara, y como medida previa de protesta.
Reddit fue el primero de los «grandes» de Internet en anunciar un apagón para el 18 de enero de 2012, y muchos otros sitios le siguieron poco después, coordinando acciones para ese día.
A pesar de que el senador Patrick Leahy, el principal promotor de SOPA, había dicho que removería las previsiones sobre DNS varios días antes del apagón, los sitios continuaro con el plan de demostración.
En enero de 2012, y en respuesta a las preocupaciones sobre los proyectos de ley, la Casa Blanca emitió un comunicado diciendo que no apoyarían una legislación que reduce la libertad de expresión, incrementa el riesgo de ciberseguridad, o socava la dinámica o la innovación de la internet global.
El 16 de enero de 2012, el fundador de Wikimedia, Jimmy Wales, y la directora ejecutiva de la Fundación Wikimedia, Sue Gardner anuncian el apagón luego de un debate general de 72 horas entre la comunidad de participantes de Wikimedia. Este debate general vino a cerrar varias semanas de discusión en foros más pequeños de Wikipedia. La fecha de protesta se eligió para coincidir con las acciones similares llevadas a cabo por otros sitios web tales como Reddit. A partir del momento del anuncio, la edición en inglés comienza a avisar con un cartel en su portada cuántas horas faltan para el cierre temporario. El cartel conduce a la vez a una carta abierta escrita por la directora ejecutiva de la fundación Wikimedia, Sue Gardner donde explica los motivos de protesta.

### Carta abierta
En la carta de Sue Gardner puede leerse:

Para: Lectores de la Wikipedia en Inglés y la Comunidad
De: Sue Gardner, Directora Ejecutiva de la Fundación Wikimedia
Fecha: 16 de enero de 2012
El día de hoy, la comunidad de Wikipedia anunció su decisión de llevar a cabo un apagón de la Wikipedia en inglés, por un lapso de 24 horas, y en todo el mundo, comenzando a las 05:00 UTC del día miércoles 18 de enero (puedes leer la declaración pública aquí). El apagón surge como protesta contra la propuesta de legislación en Estados Unidos por los proyectos de ley llamados Stop Online Piracy Act (SOPA) presentada ante la Cámara de Representantes, y por el proyecto de ley PROTECT IP Act (PIPA) actualmente en el Senado, las cuales, de aprobarse, podrían causar un daño grave a la Internet libre y abierta, incluida Wikipedia.
Esta será la primera vez que la Wikipedia en inglés participe en una protesta de esta naturaleza, y no fue una decisión tomada a la ligera. Así ha sido descrita por tres administradores de Wikipedia, quienes facilitaron el intercambio formal con la comunidad.
Tomado de la declaración pública, firmada por  Usuario:NuclearWarfare, Usuario:Risker y Usuario:Billinghurst:
Es de la opinión general de la comunidad de Wikipedia que estas leyes, de aprobarse, podrían devastar la red libre y abierta.
Durante estas últimas 72 horas, más de 1800 wikipedistas se han reunido para discutir las posibles acciones que esta comunidad podría tomar en contra de SOPA y PIPA. Esta es con mucho, la discusión de mayor nivel de participación que jamás se haya visto en Wikipedia, lo cual ilustra el grado de preocupación que los wikipedistas sienten con respecto a esta propuesta legislativa. La abrumadora mayoría de los participantes sostiene una acción comunitaria para alentar al gran público a que tome acciones en respuesta a estos proyectos de ley. De las propuestas consideradas por los wikipedistas, la que mayor apoyo recibió fue aquella de un «apagón» de la Wikipedia en inglés en consonancia con apagones similares de otros sitios web que también se oponen a SOPA y PIPA.
Luego de una cuidadosa revisión de esta discusión, los administradores abajo firmantes han tomado nota del apoyo de todos los wikipedistas alrededor del mundo, y no solo de aquellos ubicados en el territorio de Estados Unidos. La objeción primaria a un apagón global provino de aquellos que prefieren un apagón limitado a los lectores de Estados Unidos, mientras que en el resto del mundo se pondría un banner con el anuncio de la noticia. Hemos podido notar, además, que aproximadamente un 55 % de aquellos apoyan un apagón global, ya que muchos expresan una preocupación ante la posibilidad de una legislación similar en otros países.
Al haber tomado esta decisión, los wikipedistas pueden ser criticados por abandonar la neutralidad para tomar una posición política. Esta es una preocupación real y legítima. Queremos que la gente confíe en Wikipedia, no que se preocupe porque esté tratando de hacer propaganda.
Pero si bien los artículos de Wikipedia son neutrales, la existencia de Wikipedia en sí no lo es. Como el miembro de la junta de la Fundación Wikimedia Kat Walsh escribió en una de nuestras listas de correo recientemente:
Dependemos de la infraestructura legal que hace posible que operemos. Y también dependemos de la infraestructura legal que permite la existencia de otros sitios que alojan contenidos surgidos de la contribución de los usuarios, tanto en información como en expresión. En su mayor parte, los proyectos de Wikimedia son una colección organizada y sumarizada del conocimiento del mundo. Simplemente estamos poniéndolo en contexto, y mostrándole a la gente cómo encontrarle un sentido.
Pero ese conocimiento tuvo que haber sido publicado alguna vez por alguien para que pudiéramos encontrarlo y utilizarlo. Allí donde se puede censurar sin el debido proceso, se daña al orador, al público general, y a Wikimedia. Cuando únicamente se puede hablar si se tienen los suficientes recursos para entablar una batalla legal, o, solo si los puntos de vista han sido previamente aprobados por alguien encargado de hacerlo, entonces solo podemos aspirar a que la voluntad popular únicamente tenga acceso al mismo conjunto limitado de ideas.
La decisión de apagar la Wikipedia en inglés no fue mía, fue tomada por los editores de Wikipedia a través de un proceso consensuado. Pero la apoyo.
Al igual que Kat, y el resto de los directivos de la Fundación Wikimedia, estoy empezando a pensar cada vez más en la voz pública de Wikipedia, y en la buena voluntad de la gente que trabaja por ella, como un recurso que quisiéramos que fuera utilizado para el beneficio del público. Los lectores confían en Wikipedia porque, a pesar de sus defectos, el corazón de Wikipedia se encuentra bien puesto. Wikipedia no está tratando de obtener un beneficio de sus miradas, ni tratando de hacerles pensar alguna cosa en particular, ni tratando de venderte un producto. Wikipedia no tiene una agenda oculta: Wikipedia tan solo quiere ser útil.
Esto puede ser un poco menos cierto en el caso de otros sitios. La mayoría presenta un interés comercial: su propósito es hacer dinero. Eso no significa que no tengan el deseo de hacer del mundo un mejor lugar —¡muchos lo desean!— pero significa que sus posiciones y acciones deben ser entendidas en el contexto de un conflicto de intereses.
Mi esperanza es que cuando Wikipedia se apague el miércoles 18 de enero, la gente entienda que lo estamos haciendo por nuestros lectores. Apoyamos el derecho de todos a la libertad de pensamiento y a la libertad de expresión. Creemos en el derecho de todo el mundo a acceder a material educativo sobre un amplio abanico de temas, incluso si no se quiere pagar por ello. Creemos en una Internet libre y abierta donde la información pueda ser compartida sin ningún impedimento. Y creemos que estas nuevas propuestas de ley del estilo de SOPA y PIPA, y otras leyes similares que se encuentran en discusión dentro y fuera de Estados Unidos, no defienden los intereses del público en general. Puedes leer una lista de motivos para oponerse a SOPA Y PIPA aquí, en el sitio de la Electronic Frontier Foundation.
¿Por qué estamos tomando una medida global, en vez de una limitada a Estados Unidos? ¿Y por qué ahora cuando algunos legisladores parecieran haber emprendido una retirada táctica en lo referente a SOPA?
La realidad es que no pensamos que SOPA esté dejándose de lado, y la verdad es que PIPA se encuentra aún bastante activa. Y además, SOPA y PIPA son solo indicadores de un problema mucho más amplio. En todo el mundo estamos siendo testigos del desarrollo de legislaciones que buscan regular la Internet en muchas formas diferentes que lesionan nuestros derechos en línea. Nuestra preocupación se extiende más allá de SOPA y PIPA: estas son tan solo una parte del problema. Y deseamos que Internet siga siendo libre y abierta, para todos, en todas partes.
Espero que este miércoles 18 de enero estés de acuerdo con nosotros, y que hagas lo que esté a tu alcance para que tu voz sea escuchada.
Sue Gardner,

Directora Ejecutiva, Fundación Wikimedia
¡Haz que tu voz se oiga!

### Confusión con Dick Costolo
En los días previos al apagón se presentarion varios problemas de comunicación entre los posibles participantes, entre los más notorios se cuentan unas declaraciones de Dick Costolo, presidente de Twitter, quien en su propia cuenta emitió un mensaje diciendo que era absurdo tomar esa decisión por una ley nacional. El diario The Guardian tomó este mensaje publicándolo bajo el título «El jefe de Twitter califica de tonta la protesta de Wikipedia». Sin embargo, Costolo aclaró que: «Solo me refería a la respuesta de Twitter frente a un tuit específico que sugería que no tenemos las agallas para apagarnos. No hago juicios de valor intencionales sobre organizaciones de las cuales no tengo un contexto completo». A lo que Jimmy Wales respondió: «Gracias, The Guardian te malinterpretó, justo como lo pensé. Ustedes son lo mejor».

## El día del apagón
El 18 de enero de 2012 a las 05:00 UTC, Wikipedia en inglés se sumó al apagón anunciado por medio de una carta abierta de la directora ejecutiva de la fundación Wikimedia, Sue Gardner. El apagón se extendió según lo programado por espacio de 24 horas.
Mientras duró el apagón quienes intentaron acceder al sitio, se encontraron con una pantalla negra en la que se podía leer Imagine un mundo sin conocimiento libre.
Según comentó el cofundador de Wikipedia Jimmy Wales a la BBC la medida de Wikipedia en protesta al proyecto fue debida a que la propuesta de ley estaba tan mal redactada que podría tener toda clase de consecuencias en temas que no tienen nada que ver con la piratería. Google, no se sumó al apagón, pero en cambio, mostró a sus usuarios de Estados Unidos un doodle tapado por un rectángulo negro y debajo del campo de búsqueda, un enlace que decía Tell Congress: Please don't censor the web! (‘Dile al Congreso: ¡Por favor no censures la web!’), la segunda parte era un enlace a una página de explicación. Twitter y Facebook no adoptaron ninguna medida institucional, aunque no apoyaron el proyecto de ley.
En la portada de Wikipedia en inglés podía leerse:

Imagina un mundo
Sin conocimiento libre

Durante más de una década, hemos invertido millones de horas construyendo la mayor enciclopedia de toda la historia humana. Justo ahora, el Congreso de los Estados Unidos se encuentra considerando una legislación que podría dañar en forma fatal a la Internet libre y abierta. Durante 24 horas, y para despertar conciencia, hemos «apagado» Wikipedia. Leer más

## Otros apagones

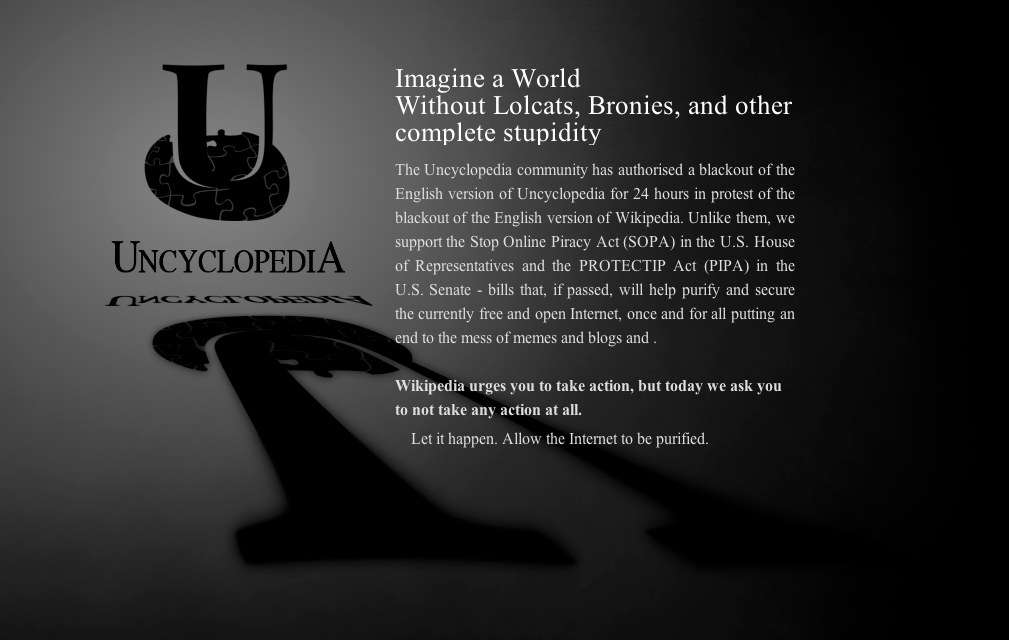
Apagón de la Uncyclopedia en el cual titula Imagina un mundo sin lolcats, bronies y cualquier otra estupidez. Esto se hizo en reacción al apagón de la Wikipedia en inglés y a favor de las leyes SOPA y PIPA.

El apagón de Wikipedia en inglés se unió a protestas parecidas realizadas por miles de sitios web, 7000 según el sitio de noticias estadounidense Político, y entre los cuales se encontraban WordPress, Google (cuya página mostraba su logotipo tapado por una banda negra para los usuarios que acceden a ella desde los Estados Unidos), la Fundación Mozilla (la fundación que ha desarrollado Firefox), Reddit y Yahoo! (a través de su sitio Flickr).

## Medidas posteriores
Wikipedia volvió a la normalidad después de las 24 horas de protesta programadas. En la página de inicio de Wikipedia en inglés podía leerse un mensaje que señalaba gracias por proteger al sitio advirtiendo que esto no ha terminado… SOPA y PIPA no están muertos: están esperando en las sombras. Lo que pasó en las últimas 24 horas, sin embargo, es extraordinario. Internet ha permitido que la creatividad, el conocimiento y la innovación brillen, y cuando Wikipedia se oscureció, ustedes dirigieron su energía a protegerla. Encenderemos las luces de nuevo. Ayúdennos a mantenerlas brillando con fuerza. Según el mensaje, más de 162 millones de personas visitaron el sitio mientras duró la protesta, y más de 12 000 comentaron en la entrada del blog que anunciaba la protesta con una «gran mayoría» que lo apoyó. No se anunciaron nuevas acciones, pero Wikipedia insistió en que los estadounidenses sigan llamando a los congresistas y les pidan que terminen los proyectos de ley en cuestión. Sin embargo, los resultados finales no se conocieron sino hasta el 24 de enero, fecha en la que se decidió el futuro de PIPA, y hasta febrero en el caso de SOPA.

## Otros fallos judiciales de interés
- Feinmann perdió una batalla contra los buscadores de Internet: El conductor de C5N había pedido una cautelar para que fueran bloqueados en Google y Yahoo! dos textos, y la Cámara Civil lo rechazó, sitio digital «Clarín», 26 de diciembre de 2013.